# Пошехонская старина (фильм)
«Пошехонская старина» — киноальманах из трёх новелл, дипломная работа выпускников режиссёрского факультета ВГИКа (мастерская М. Ромма, Л. Кулиджанова), снятая на киностудии «Мосфильм». Художественным руководителем фильма был Л. Арнштам. Сюжет фильма основан на трёх главах одноимённого романа М. Е. Салтыкова-Щедрина (1887—1889).

## Сюжет
Фильм состоит из трёх цветных короткометражек.

### Бессчастная Матрёнка
Режиссёр и сценарист Наталья Бондарчук.
Трагическая история крепостной Матрёны, насильно отданной барыней замуж. Не в силах смириться с уготованной ей злой участью, Матрёна кончает жизнь самоубийством.

### Братец Федос
Режиссёр и сценарист Игорь Хуциев.
Простодушный и веселый юноша Федос происходит из обедневшей дворянской семьи. Он приезжает в усадьбу к своим родственникам, где властвует произвол, жестокость и невежество. Федос любит и понимает крестьян, в доме же Затрапезных он чувствует себя чужим.

### Ванька-Каин
Режиссёр и сценарист — Николай Бурляев.
Балагур и весельчак, парикмахер Иван, поработав в Москве, возвращается в имение Затрапезных. Он навлекает на себя гнев помещицы, стремящейся всеми средствами укротить вольный нрав своего раба, но ни порка, ни угрозы, ни решение отдать в рекруты не могут сломить его жизнелюбивый характер.

## В ролях
- Инна Макарова — Анна Павловна Затрапезная, барыня
- Эраст Гарин — Василий Порфирыч Затрапезный, барин
- Наталья Бондарчук — Матрёна, крепостная
- Николай Бурляев — Ванька-Каин, крепостной
- Виктор Мамаев — братец Федос, племянник Василия Порфирыча
- Светлана Крючкова — Надежда Васильевна, дочь Затрапезных
- Валерий Козинец — Ермолай, возлюбленный Матрёны, старший брат Ваньки-Каина
- Лия Ахеджакова — Поля, крепостная
- Лев Дуров — Федор Платонович Стриженый, жених Надежды Васильевны
- Мария Виноградова — Аннушка, крепостная
- Герман Качин — повар
- Геннадий Юхтин — Федот Сергеевич, староста
- Алексей Черствов — Никанор, сын Затрапезных
- Марина Титова — Вера, дочь Затрапезных
- Сергей Бондарчук — текст от автора

## Критика
В своей статье «Экранизация произведений М. Е. Салтыкова-Щедрина» (1977) литературовед Ф. Журко отмечает, что авторы трилогии, вероятно, стремились создать более живописные истории. Критик отмечает, что ничего плохого в этом желании нет, более того, оно «правильное, необходимое и похвальное». Однако, увлекшись зрелищной стороной, молодые режиссёры не сумели раскрыть сущность «Пошехонской старины». По мнению Журко, в киноновеллах не ощущается того, что Щедрин, показывая бесправие крепостного человека, тем не менее видел и ценил его самобытность. Желание жить свободной жизнью характерно для главных героев «Пошехонской старины» и проявляется в той или иной степени у каждого из них.
Федос у Щедрина представлен человеком недюжинным и свободолюбивым, чутким к чужой боли. Он понимает крестьян и их жизнь и охотно участвует в сельских работах, любит животных и изобретательно играет с детьми. Поэтому в фильме выглядит неожиданно, что он может спокойно смотреть на мучения животных или бесстрастно принять смерть больной девочки. Ничем не объясняется и его внезапный уход из имения, тогда как у Щедрина он покидает Затрапезных после очередного обвинения в вольнодумстве. Искажены и отношения Федоса с главой семьи Затрапезных — у Хуциева эта пара представлена как «коварный племянник» и «добрый дядюшка». Все эти отклонения от замысла сатирика снимают острое напряжение между Федосом и его родными, нивелируют его возмущение несправедливостью происходящего.
Экранная история парикмахера Ваньки-Каина также отличается от истории героя «Пошехонской старины». По сценарию Иван служил в армии и бежал оттуда. Он шутник, но, если у Бурляева Ванька уничижителен и к себе и к дворовым — так, в сцене возвращения в имение парикмахер кричит встретившимся ему дворовым: «Расступись грязь, навоз ползёт», в романе же его балагурство всего лишь прикрытие неприятия помещичьего произвола, а дворовые даже симпатизируют ему. У Щедрина строптивого парикмахера избивает кучер Алемпий, который в усадьбе сёк всех провинившихся крестьян, в фильме Ивана бьёт брат — таким образом, по мнению критика, конфликт между ним и помещицей «размывается», и их антагонистическое противостояние уходит на задний план. Помещица в фильме представлена несчастливой в семейной жизни, чтобы зритель сопереживал ей, добавлены детали, демонстрирующие её «доброту», проявляемую к Ивану, которого наказывают по её же приказу. Она так же, как и Иван, по замыслу постановщика, достойна участия, потому что обстоятельства обернулись против неё. И самый главный просчёт режиссёра по мнению Журко — Иван считает, что причина его несчастья он сам.
В киноновелле Бондарчук идейные акценты также расставлены иначе, чем в первоисточнике, однако она всё-таки наиболее близко, нежели коллеги, передала его смысл, представляя обширную картину положения женщины в обществе и семье. Однако, по мнению критика, Бондарчук грешит излишним мелодраматизмом. Очень огрублённо показаны отношения Матрёнки и Ермолая, упрощён образ жениха — юного Егорушки. В романе Матрёна покончила с собой, не сумев далее выносить «беззакония», и это её выбор. Матрёна в фильме мучится от боли предродовых схваток (у Щедрина её роды должны быть нескоро), встаёт ночью, чтобы помолиться, затем выходит во двор, ветер сбивает её с ног, и она, оставшись лежать на улице, замерзает. Такая смерть выглядит случайной, этот сюжетный поворот снижает решительность щедринской героини в желании порвать с опостылевшей средой.

## Участие в фестивалях
- «Ванька-Каин»: приз XXIII МКФ кинофестиваля короткометражного и документального кино в Оберхаузене (1977) — режиссёр Николай Бурляев[10].